# DR 08 1001
08 1001 war die Bezeichnung der Deutschen Reichsbahn (DR) für eine französische Dampflokomotive der Baureihe 241 A. Sie war neben der Baureihe 122 die einzige jemals von einer deutschen Bahngesellschaft eingesetzte Mountain-Lokomotive (Achsfolge 2’D1’).

## Geschichte
Die Lokomotive wurde als 241.004 im Jahr 1931 für die französische Compagnie des chemins de fer de l’Est (EST) gebaut. Sie geriet im Zweiten Weltkrieg nach Deutschland, verblieb nach dem Krieg im Bereich der DR und wurde 1953 als „vermisst“ aus der Bestandsliste der SNCF gestrichen. Bis 1952 stand sie im Schadpark der Reichsbahndirektion Greifswald. Im Rahmen der Entwicklung der Kohlenstaubfeuerung unter Leitung von Hans Wendler wurde sie als Versuchslokomotive ausgewählt. Grund war ihr großer Verbrennungsraum sowie die im deutschen Bereich nicht gebräuchliche Grundkonzeption. Der Umbau erfolgte beim Ausbesserungswerk Zwickau. Neben den notwendigen Einbauten für die Kohlestaubfeuerung erfolgten nur Änderungen, um die Lokomotive an die Betriebsbedingungen bei der Deutschen Reichsbahn anzupassen. Nach der Fertigstellung erfolgte die Aufnahme des Versuchsprogrammes bei der Fahrzeug-Versuchsanstalt Halle. Die ersten Tests ergaben, dass die Lokomotive die gewünschten Erwartungen nicht erfüllte. Insbesondere das Leistungsvermögen und die Brennstoffeinsparung lagen weit unter den Erwartungen. Eine wesentliche Ursache war der aufgrund gesetzlicher Vorschriften von 20 bar auf 16 bar verringerte Kesseldruck. Die FVA Halle beschränkte auch die Höchstgeschwindigkeit auf 110 km/h, da man Entgleisungen befürchtete. Nach Abschluss der Versuche wurde die Lokomotive ab Dezember 1953 im Bw Dresden-Altstadt beheimatet und im Schnellzugdienst Dresden–Berlin eingesetzt. 1955 wurde die Lok nach nur 34.000 km Laufleistung abgestellt und zwei Jahre später ausgemustert und verschrottet.

## Konstruktion
Der genietete Langkessel der Lokomotive besteht aus drei Schüssen. Auf dem ersten und zweiten Kesselschuss sitzt ein Dampfdom. Beim Rahmen handelt es sich um einen Blechinnenrahmen, der mit Stahlgussstücken versteift ist. Das vordere Drehgestell ist seitlich verschiebbar, der hintere Radsatz ruht in einem Bisselgestell. Durch den Einsatz weicher Federn konnte auf ein Ausgleichssystem verzichtet werden. Das Triebwerk war in der Bauart de Glehn ausgeführt. Die äußeren Hochdruckzylinder wirkten auf die zweite und die inneren Niederdruckzylinder auf die erste Kuppelachse. Jeder Zylinder besaß eine gesonderte Heusinger-Steuerung. Das Bremssystem bestand aus einer auf alle Kuppel- und Drehgestellachsen einfach wirkenden Knorr-Bremse. Als Sondereinrichtung besaß die Lokomotive einen Dampfturbogenerator.